# Dicranota idiopyga
Dicranota (Rhaphidolabis) idiopyga là một loài ruồi trong họ Pediciidae. Chúng phân bố ở vùng sinh thái Palearctic.